# Tarse (anatomie)
Pour les articles homonymes, voir tarse.
 (septembre 2016).
Si vous disposez d'ouvrages ou d'articles de référence ou si vous connaissez des sites web de qualité traitant du thème abordé ici, merci de compléter l'article en donnant les références utiles à sa vérifiabilité et en les liant à la section « Notes et références ».
Le tarse est un groupe de sept os articulés du pied, situés entre l'extrémité inférieure des os longs de la jambe — tibia et péroné — et le métatarse. Il est composé du médio-pied (cuboïde, os cunéiformes médial,  intermédiaire et latéral, et naviculaire) et de l’arrière-pied (talus et calcanéus).
Le tarse s'articule avec les os du métatarse, lequel s'articule à son tour avec les phalanges proximales des orteils. L'articulation entre le tibia et le péroné d’une part et le tarse d’autre part est appelée articulation de la cheville.

## Dans l'espèce humaine
Le tarse est un ensemble de sept os « tarsiens » situés entre les extrémités distales du tibia et de la fibula (péroné), et le métatarse. Le plus gros est le calcanéus (ou calcanéum) qui constitue l'os du talon du pied. Les autres sont le talus (ou os astragale), le cuboïde, l'os naviculaire (ou scaphoïde tarsien), et les trois cunéiformes.

## Chez lesoiseaux

### Chez lesgallinacés
Le tarsométatarse est la patte, c'est-à-dire la partie entre la cuisse et le pied, recouverte d'écailles et quelquefois de plumes. Elle correspond à une soudure du tarse et du métatarse. C'est sur cette partie du corps que se situe l'ergot des coqs. Elle est reliée au reste du corps par le tibiotarse.

## Chez lesarthropodes

### Chez les insectes
Chez les insectes, c'est l'appendice situé à l'extrémité du tibia, articulé et mobile. Il possède un certain nombre de parties, dénommées articles (et parfois tarsomères). En général, chez les insectes leur nombre est de deux à cinq, sauf chez quelques espèces aptérygotes et chez les larves d'holométaboles (ces dernières ont des tarses comprenant un seul article).

### Chez lesarachnides
Le tarse désigne le septième segment des pattes ambulatoires et le sixième des pédipalpes. Contrairement aux insectes, il est composé d'une seule pièce.
Le tarse porte à l'extrémité divers organes destinés à faciliter la locomotion comme les griffes et des soies. Ces dernières sont parfois réunies en scopule.

### Tarsier
Le tarsier doit son nom à des os du tarse particulièrement développés, d'après Georges-Louis Leclerc de Buffon.